# غارنيران (أين)
غارنيران (بالفرنسية: Garnerans)‏ هي بلدية فرنسية تقع في إقليم الأين في فرنسا. رمز إنسي لها هو:1167. أما الرمز البريدي لها فهو: 1140.